# Rijksweg 59
Der Rijksweg 59 (Abkürzung: RW 59) – Kurzform: Autosnelweg 59 (Abkürzung: A59) / Autoweg 59 (Abkürzung: N59) – ist eine niederländische Autobahn, die durch die Provinzen Zeeland, Zuid-Holland und Noord-Brabant verläuft. Die N59 beginnt in Serooskerke auf der früheren Insel Schouwen-Duiveland und wird ab dem Knooppunt Hellegatsplein, nachdem sie über den Grevelingendamm durch Overflakkee führt, die Autobahn A59. Von hier aus verläuft die A59 über Volkerakdam, Zevenbergen, Moerdijk, Raamsdonksveer, Waalwijk und ’s-Hertogenbosch nach Oss.
In ihrem Verlauf wird die Trasse der A59 mehrere Male von anderen Autobahnen mitbenutzt:
- zwischen den Autobahnkreuzen Hellegatsplein und Sabina von der A29
- zwischen den Autobahnkreuzen Noordhoek und Klaverpolder von der A17
- zwischen den Autobahnkreuzen Klaverpolder und Zonzeel von der A16
- zwischen den Autobahnkreuzen Empel und Hintham von der A2

Mehrere Abschnitte der A59 waren ursprünglich als regionaler Autoweg geplant, wurden jedoch im Laufe der Zeit im Zuge des immer mehr zunehmenden Verkehrsaufkommens als Autobahnen angelegt. Umgangssprachlich ist die A59 bekannt als die Maasroute.
Als 2003 die Autobahn zwischen Oss und Eindhoven eröffnet wurde, bekam diese die Bezeichnung A50. Um diese neue Autobahn östlich von Oss mit dem Rest der A50 in Richtung Emmeloord und der A59 in Richtung Herzogenbusch zu verbinden, wurde das Autobahnkreuz Paalgraven rundum erneuert. Zwischen 2003 und 2005 wurde der Abschnitt zwischen Herzogenbusch und Oss von einer Kraftfahrstraße mit vier Fahrstreifen und mehreren Straßenkreuzungen zu einer vierspurigen Autobahn umgebaut. Dieser Abschnitt hatte zuvor die Bezeichnung N50 und bekam die neue Bezeichnung A59/N59.
Der größte Engpass auf der A59 ist das Autobahnkreuz Hooipolder bei Raamsdonksveer. Hier kreuzt sich die A59 mit der A27. Der Verkehrsfluss wird hier durch Zuflussregelungsanlage auf den Auffahrten zur A27 beeinflusst. Während der Hauptverkehrszeit bilden sich hier regelmäßig lange Staus. Gegenwärtig werden mehrere Vorschläge untersucht, das Autobahnkreuz zu modernisieren, und so dem Problem Abhilfe zu schaffen. Auf Grund der Erschließung eines neuen Industriegebiets in Waalwijk, und des Umbaus der N261 zu einer vollständigen Kraftfahrstraße ist die Anschlussstelle Waalwijk in einem Autobahnkreuz umgewandelt.

## Bilder

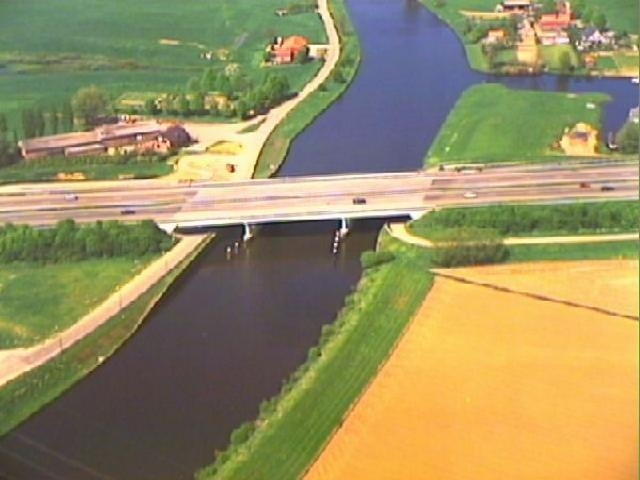
Die A59 bei Engelen über die Dieze
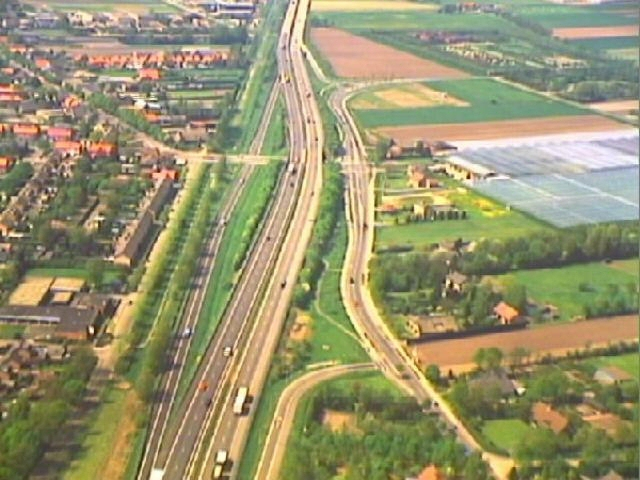
Die A59 bei Vlijmen/Nieuwkuijk
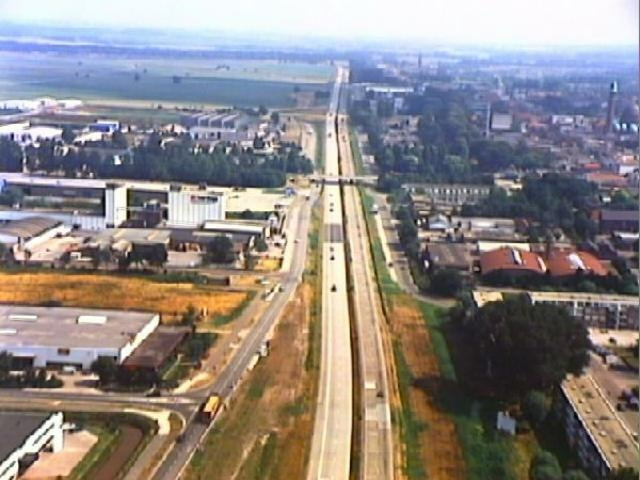
A59 bei Waalwijk
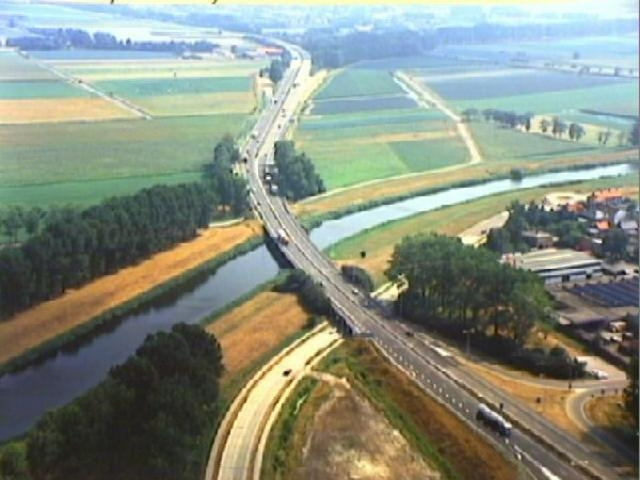
Die A59 über den Afwateringskanal ’s-Hertogenbosch-Drongelen
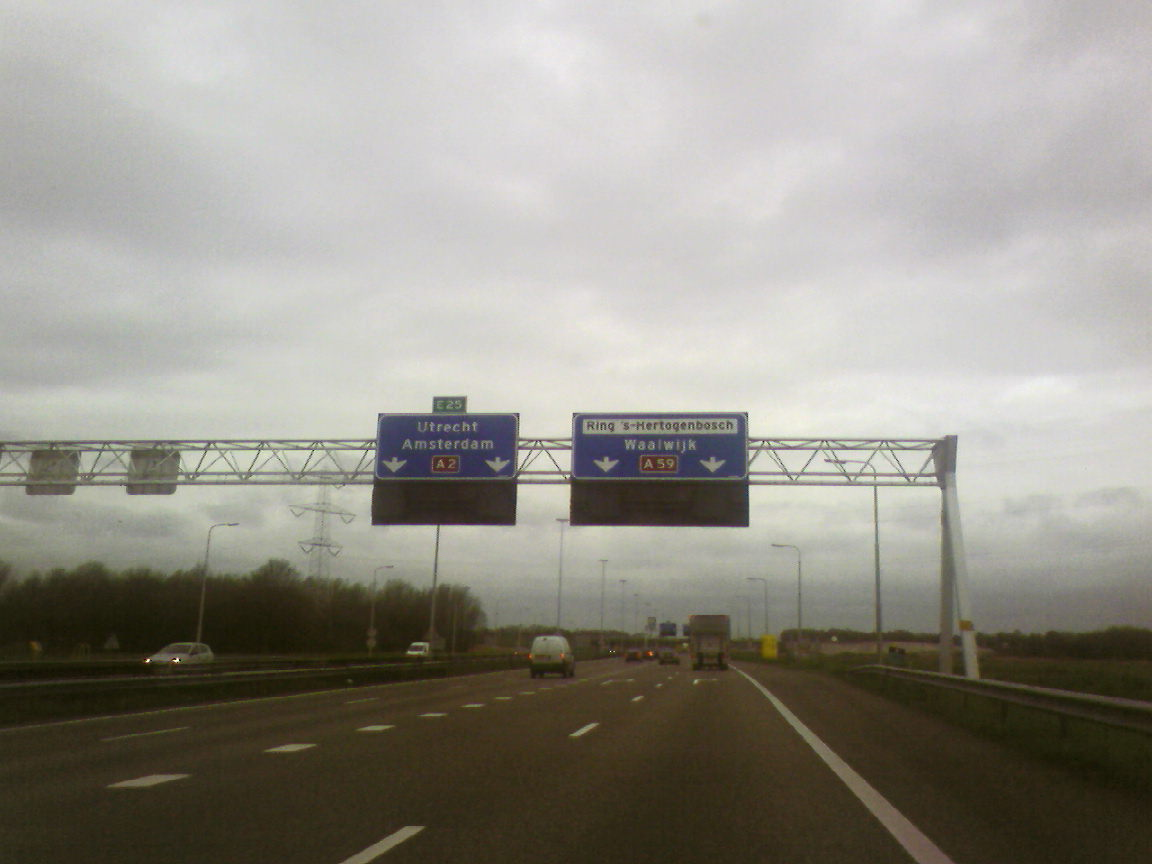
A59 bei ’s-Hertogenbosch
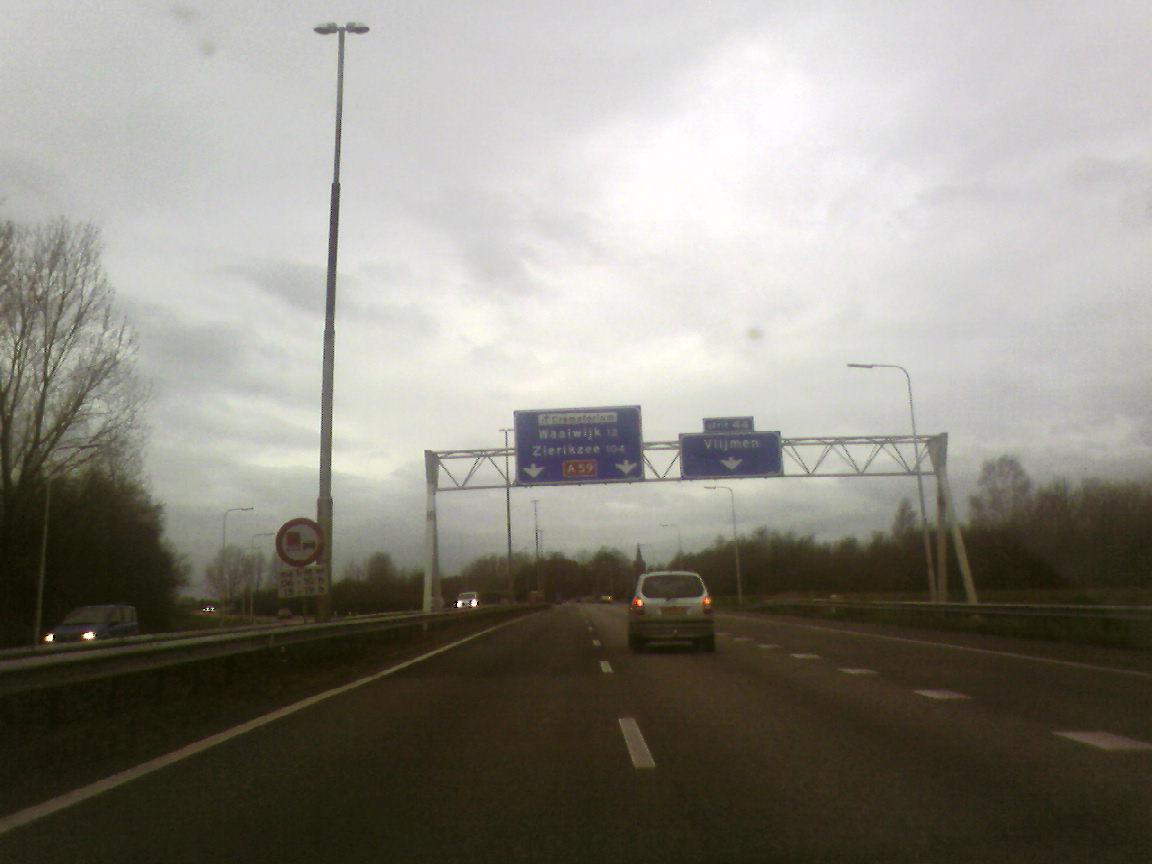
A59 bei der Ausfahrt Vlijmen
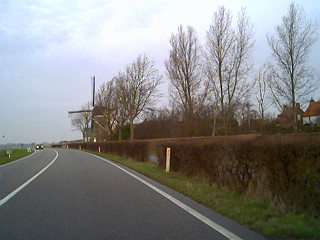
Die N59 bei Moriaanshoofd, Zeeland